# Liste der Baudenkmäler in Missen-Wilhams
Auf dieser Seite sind die Baudenkmäler in der schwäbischen Gemeinde Missen-Wilhams zusammengestellt. Diese Tabelle ist eine Teilliste der Liste der Baudenkmäler in Bayern. Grundlage ist die Bayerische Denkmalliste, die auf Basis des Bayerischen Denkmalschutzgesetzes vom 1. Oktober 1973 erstmals erstellt wurde und seither durch das Bayerische Landesamt für Denkmalpflege geführt wird. Die folgenden Angaben ersetzen nicht die rechtsverbindliche Auskunft der Denkmalschutzbehörde.

## Baudenkmäler nach Ortsteilen

### Aigis
| Lage                | Objekt                            | Beschreibung | Akten-Nr.    | Bild                              |
| ------------------- | --------------------------------- | --- | ------------ | --------------------------------- |
| Aigis 12 (Standort) | Katholische Kapelle St. Sebastian | Katholische Kapelle St. Sebastian, Rechteckbau mit dreiseitigem Schluss und Dachreiter, nach Mitte 19. Jahrhundert; mit Ausstattung. | D-7-80-127-8 | Katholische Kapelle St. Sebastian |

### Börlas
| Lage                     | Objekt                           | Beschreibung | Akten-Nr.    | Bild                             |
| ------------------------ | -------------------------------- | --- | ------------ | -------------------------------- |
| Kapellenweg 2 (Standort) | Katholische Kapelle St. Wendelin | Katholische Kapelle St. Wendelin, Rechteckbau mit leicht eingezogenem dreiseitigem Schluss und Dachreiter mit Spitzhelm, 1705; mit Ausstattung. | D-7-80-127-9 | Katholische Kapelle St. Wendelin |

### Geratsried
| Lage                                  | Objekt                    | Beschreibung | Akten-Nr.     | Bild                      |
| ------------------------------------- | ------------------------- | --- | ------------- | ------------------------- |
| Geratsried 9 (Standort)               | Bauernhaus                | Bauernhaus, zweigeschossiger, offener Blockbau mit Flachsatteldach und profilierten Vorköpfen, Ende 17. Jahrhundert | D-7-80-127-11 | Bauernhaus                |
| Scheibe; Stackelholzer Weg (Standort) | Katholische Marienkapelle | Katholische Marienkapelle, verbretterter Ständerbau mit dreiseitigem Schluss, 17./18. Jahrhundert; mit Ausstattung. | D-7-80-127-10 | Katholische Marienkapelle |

### Missen
| Lage                                                                            | Objekt                             | Beschreibung | Akten-Nr.    | Bild |
| ------------------------------------------------------------------------------- | ---------------------------------- | --- | ------------ | --- |
| Hauptstraße 21 (Standort)                                                       | Ehemaliges Benefiziatenhaus        | Ehemaliges Benefiziatenhaus, zweigeschossiger, verputzter bzw. verschindelter Blockbau mit Satteldach, 1844, erneuert. | D-7-80-127-2 | Ehemaliges Benefiziatenhaus |
| Kirchweg 2 (Standort)                                                           | Katholische Pfarrkirche St. Martin | Katholische Pfarrkirche St. Martin, Saalbau mit eingezogenem Chor, westlichem Turm mit Spitzhelm und Vorzeichen, im Kern wohl 15. Jahrhundert, Umbau 1. Hälfte 18. Jahrhundert, Vorzeichen durch Johann Michael Bietsch 1819; mit Ausstattung. | D-7-80-127-1 | weitere Bilder |
| Gottesackerwiesen (westlich von Missen, auf ehemaligem Pestfriedhof) (Standort) | Gedenkkreuz                        | Gedenkkreuz, Sandsteinpfeiler mit gusseisernem Kruzifix, 2. Hälfte 19. Jahrhundert. | D-7-80-127-5 | [[Vorlage:Bilderwunsch/code!/C:47.5956876,10.1318811!/D:Gottesackerwiesen (westlich von Missen, auf ehemaligem Pestfriedhof), Gedenkkreuz!/\|BW]] |
| Jugendweg; Roßmoos; Schieble; Stixnerbach (südöstlich von Missen) (Standort)    | Drei Brücken                       | Drei Brücken, Sandsteinquader, wohl noch 18. Jahrhundert; über den Stixnerbach. | D-7-80-127-6 | Drei Brücken |

### Wiederhofen
| Lage                              | Objekt                                  | Beschreibung | Akten-Nr.     | Bild                                    |
| --------------------------------- | --------------------------------------- | --- | ------------- | --------------------------------------- |
| Geratsrieder Straße 10 (Standort) | Katholische Kapelle St. Ulrich und Afra | Katholische Kapelle St. Ulrich und Afra, Saalbau mit eingezogenem, dreiseitigem Schluss und Dachreiter mit Spitzhelm, 1721; mit Ausstattung. | D-7-80-127-12 | Katholische Kapelle St. Ulrich und Afra |

### Wilhams
| Lage                      | Objekt                         | Beschreibung | Akten-Nr.     | Bild                           |
| ------------------------- | ------------------------------ | --- | ------------- | ------------------------------ |
| Unterwilhams 8 (Standort) | Wohnhaus                       | Wohnhaus des sogenannten Maienhofes, zweigeschossiger Satteldachbau über hochliegendem Gewölbekeller, erbaut für Johann Hirnbein, 1827, um 1900 erneuert. | D-7-80-127-15 | BW                             |
| Wilhams 7 (Standort)      | Katholische Kapelle St. Joseph | Katholische Kapelle St. Joseph, Rechteckbau mit eingezogenem, dreiseitigem Schluss und Dachreiter mit Spitzhelm, um 1640; mit Ausstattung.                | D-7-80-127-13 | Katholische Kapelle St. Joseph |